# مکنده‌پایان
مکنده‌پایان (نام علمی: Myzopoda) نام یک سرده از راسته خفاش است.